# Gérard Rosenthal
 (mars 2015).
Si vous disposez d'ouvrages ou d'articles de référence ou si vous connaissez des sites web de qualité traitant du thème abordé ici, merci de compléter l'article en donnant les références utiles à sa vérifiabilité et en les liant à la section « Notes et références ».
Pour les articles homonymes, voir Rosenthal.
Gérard Rosenthal, né le 11 décembre 1903 à Paris 8e et mort le 20 mai 1992 à Castelnau-Magnoac, est un avocat, résistant, militant trotskiste puis socialiste français.

## Biographie
Issu d'un milieu relativement aisé, Rosenthal est d'abord intéressé par l'activité littéraire avant de s'engager politiquement. Fondateur, en 1921, de la revue littéraire L'Œuf dur, proche des surréalistes, qui lui fait rencontrer Pierre Naville, il participe ensuite à l'aventure de La Révolution surréaliste sous le nom de plume de Francis Gérard. Dans le premier Manifeste du surréalisme, André Breton le fait figurer parmi les membres du groupe qui "ont fait acte de surréalisme absolu".
En 1926, il participe à la création de Clarté, toujours avec Naville. L'année suivante, il adhère au Parti communiste français, tout en achevant des études de droit qui lui permettent en 1928 de s'inscrire au barreau. Il est aussi brièvement collaborateur d'Henry Torrès.
En 1927 il participe à Moscou à la célébration du dixième anniversaire de la révolution d'octobre. 
Quelques mois plus tard, il fait la rencontre de Léon Trotski qui lui expose les positions de l'opposition communiste de gauche, qui rencontrent son adhésion.
Toujours avec Naville, il fréquente alors Maurice Paz et Boris Souvarine et est exclu du PCF au printemps 1928. Il prit cependant ses distances avec Souvarine et se rapproche de Trotsky et du groupe La Vérité. Membre de la direction de la Ligue communiste en 1930, il s'engage essentiellement autour du combat contre le colonialisme et pour l'unité de la gauche.
C'est ce qui le conduit à prôner l'adhésion de son groupe à la SFIO, qui est effective en 1934. Il anime alors une petite tendance, appelée groupe bolchévik-léniniste, qui fut cependant rapidement exclue du parti. 
À la suite de cette exclusion, le GBL se scinde en deux entre d'une part les proches de Rosenthal et ceux de Pierre Frank et Raymond Molinier, qui vont fonder le groupe La Commune.
En juin 1936, il participe à la création du Parti communiste internationaliste. Il mène alors au nom de son parti la campagne contre les procès de Moscou. La décision du POI de se dissoudre au sein du Parti socialiste ouvrier et paysan de Marceau Pivert, en 1938, provoque la rupture de Rosenthal avec le mouvement trotskiste.
Engagé dans la Résistance, dans la clandestinité, pendant la guerre, il adhère à la Libération à la SFIO. 
En 1948, il est un des fondateurs du Rassemblement démocratique révolutionnaire, qui est sans lendemain.
À partir des années 1950, il est surtout un défenseur acharné des droits de l'Homme, notamment en Union soviétique, dénonçant notamment au sein de la commission internationale contre le régime concentrationnaire, fondée par David Rousset, le goulag et la répression contre les dissidents. 
Il occupe aussi des responsabilités au sein de la Ligue des Droits de l'Homme et de la Ligue contre l'antisémitisme.
Vers 1970 il acquit avec sa famille, d'un décorateur-ensemblier et galeriste niortais de son âge, une maison bourgeoise ancienne avec parc rue Alsace-Lorraine à Niort (Deux-Sèvres), où il vécut.

## Ouvrage
- Avocat de Trotsky, Paris : Robert Laffont, 1975